# Végennes
 Végennes  (en occitano Vegenas) es una comuna y población de Francia, en la región de Lemosín, departamento de Corrèze, en el distrito de Brive-la-Gaillarde y cantón de Beaulieu-sur-Dordogne.
Su población en el censo de 2008 era de 167 habitantes.
Está integrada en la Communauté de communes du Sud Corrézien.

## Demografía
| 224 | 242 | 208 | 200 | 181 | 182 | 167 |
| Para los censos de 1962 a 1999 la población legal corresponde a la población sin duplicidades (Fuente: INSEE [Consultar]) |     |     |     |     |     |     |